# ميفو دوتان
ميفو دوتان ( لغة عبرية מְבוֹא דּוֹתָן) هي مستوطنة إسرائيلية شعبية في الضفة الغربية. تقع إلى الجنوب من سهل عرابة على الطريق 585 إلى الشرق من باقة الغربية مجاورة لقرية يعبد، وهي إحدى مستوطنات مجلس شمرون الإقليمي. بلغ عدد السكان فيها في 2019 حوالي 448.
يعتبر المجتمع الدولي المستوطنات الإسرائيلية في الضفة الغربية غير قانونية، لكن الحكومة الإسرائيلية تهاجم هذا القانون. بنيت مستوطنة ميفو دوتان على أرض تابعة لقرية يعبد.

## التاريخ
أنشأت مستوطنة ميفو دوتان في تشرين أول عام 1977 على أرض تابعة لقرية يعبد الفلسطينية بحسب ما ذكرته وكالة الأنباء الفلسطينية.
في عام 2001 بعد اندلاع الانتفاضة الفلسطينية الثانية وتدهور المستوى الأمني في المنطقة غادر نصف السكان تقريبًا المستوطنة. طالب رؤساء اللجنة القروية بالمساعدة العامة في إعادة إعمار البيوت الخالية، وفي عام 2003 انتقلت عدة عائلات إلى القرية وأسست مجموعة من المعاهد الدينية وأعادت إحياء الحياة الدينية في القرية.

## محمية ألوناي أرافا
على بعد كيلومترين جنوبا من مستوطنة ميفو دوتان، تقع محمية تدعى ألوناي أرافا، سميت نسبة لشجر البلوط الذي ينمو في المنطقة قرب قرية عرابة (جنين). وإلى الشرق من المحمية يقع جبل الأقرع ( 326 م).